# Karin Resetarits
Karin Resetarits (* 15 de dezembro de 1961, Viena) é uma política e jornalista austríaca.
Entre os anos de 1980 e 2003 trabalhou na radiotelevisão austríaca, o ORF. Em 2004 candidatou-se nas eleições europeas. Foi elegida ao parlamento na Lista de Hans-Peter Martin (LISTE MATIN). No ano de 2005 passou para o Foro Liberal e foi eurodeputada até 2009.